# 船帆座GY
船帆座GY，又名CD-50 4990，HD 89273、SAO 237858、HR 4045，是船帆座的一颗恒星，视星等为6.3，位于銀經279.8，銀緯4.58，其B1900.0坐标为赤經10h 12m 46.2s，赤緯-50° 4.58′ 21″。